# Ude-garami
En el judo, se denomina Ude-garami (腕緘?) a una palanca ejercida sobre el brazo, en la cual se busca la luxación del codo. Es conocida también como kimura en honor al judoka homónimo: Masahiko Kimura. 
El brazo del oponente puede ser doblado hacia arriba hacia la cabeza o hacia abajo hacia las piernas. Esto a menudo causa una torcedura que puede perjudicar el hombro, así como el objetivo primario, la articulación del codo. Para alcanzar la posición más fuerte se debe doblar el codo del opositor y agarrar su muñeca de modo que el pulgar de la mano esté lo más cercano posible al codo de su opositor. Entonces se alcanza el codo del otro brazo del oponente y con un agarrón en su propia mano o muñeca.

## Variantes

Ude Garami de pie

Existen decenas de variantes en el desarrollo de esta técnica debido a su mecánica bastante simple que permite ejecutarla desde casi cualquier posición (de pie, de rodillas, en el suelo, ya sea debajo o arriba...)

### Variante Ude-garami "tradicional"
La variante "tradicional" busca luxar la articulación del codo, generalmente desde arriba en el suelo, ya sea desde la guardia o montado. El tori cogerá con la mano (izquierda o derecha) la muñeca propia del uke. Pasará el otro brazo por debajo del codo del uke (generalmente, un poco por debajo de la propia articulación para mejorar el control) y se agarrará a su propia muñeca o antebrazo (la de la mano con la que cogió la muñeca). Procederá entonces a llevar el peso de su cuerpo hacia delante (o en la dirección donde se esté ejecutando la llave) provocado así una hiperextensión del codo. El brazo del tori debe estar algo extendido o semiflexionado para que sea efectiva.

### Variante "Kimura"
Esta llave, aunque es un ude-garami, es algo especial, puesto que afecta en exclusiva a la articulación del hombro (la variante tradicional la afecta también, pero no es el objetivo principal). Su nombre se debe a que Masahiko Kimura un conocido judoca, la ejectuó sobre Hélio Gracie en un combate entre ambos, rompiendo el hombro a este último y ganando el combate. También se puede realizar desde decenas de posiciones, aunque una de las más usadas es desde la guardia.
El tori agarrará la mano derecha o izquierda del tori con su propia y haciendo a la vez, el "movimiento defensivo de la gamba hacia el lado agarrado" (para facilitar la llave y ganar ventaja sobre el uke, ya que se puede ejecer más presión y el tori realizará menor resistencia) junto con un agarra del propio brazo pasando por debajo del brazo a luxar del uke. Manteniendo el codo semiflexionado el tori, tirará hacia atrás con todo el cuerpo y buscara acercarse los brazos a la cara, evidentemente, el uke se habrá rendido mucho antes de avanzar unos pocos centímetro. És una de las llaves de brazo más usadas en las artes marciales mixtas debido a su sencillez, aplicabilidad, efectividad y debido a que no te deja descubierto si no se consigue la sumisión.